# علي حيدر الطباطبائي
سيد علي حيدر نظم الطباطبائي وُلد عام 1854 في أوده، وتوفي عام 1933 في حيدر آباد ديكان، في الهند، كان شاعرًا ومترجمًا وباحثًا في اللغات. كان ينحدر من سلالة طويلة من الجنود. قام بترجمة قصيدة "مرثية مكتوبة في مقبرة ريفية" لتوماس جراي إلى الأردية.